# Barmhartige Samaritaan (Vlijmen)
De Barmhartige Samaritaan in Vlijmen is een monument ter nagedachtenis aan de Tweede Wereldoorlog.

## Achtergrond
Beeldhouwer Wilna Haffmans maakte in opdracht van de toenmalige gemeente Vlijmen een oorlogsmonument dat verwijst naar de gelijkenis van de barmhartige Samaritaan. Het beeld werd in 1970 aan de Sint Catharinastraat onthuld.
Tijdens de jaarlijkse dodenherdenking worden bloemen en kransen bij het monument gelegd.

## Beschrijving
Het bronzen beeld bestaat uit twee geknielde mensfiguren, waarbij de een wordt ondersteund door de ander. Het beeld staat op een eenvoudige, gemetselde sokkel, waarop in reliëf de jaartallen 1940 1945 zijn aangebracht.